# Bellville (Kapstadt)
Bellville ist Teil der Metropolgemeinde Kapstadt und gehörte bis 2000 zur City of Tygerberg.

## Geografie
Bellville liegt nordöstlich vom Zentrum Kapstadts in rund 15 Kilometer Entfernung. 2011 hatte Bellville 112.507 Einwohner in 34.796 Haushalten.
| Richwood                        | Durbanville                                 | Kraaifontein |
| Parow, Tygerberg Nature Reserve | Kompassrose, die auf Nachbargemeinden zeigt | Brackenfell  |
| Elsiesriver                     | Flughafen Kapstadt                          | Kuilsriver   |

## Geschichte
Bellville ging aus einer kleinen Ansiedlung namens Twelve Mile Stone hervor, deren Name auf die Straßendistanz zu Kapstadt Bezug nimmt. 1861 wurde die Ansiedlung offiziell zur Ortschaft proklamiert und gleichzeitig zu Ehren von Charles Davidson Bell, seinerzeit ein Generalinspektor (1848–1872) der Kapkolonie, umbenannt. 1940 erhielt Bellville die Stadtrechte, bevor es 1979 ein Stadtbezirk von Kapstadt wurde.

## Wirtschaft und Infrastruktur
Heute fungiert Bellville in erster Linie als Wohngebiet in der Peripherie von Kapstadt. In Bellville South, dem Industriegebiet der Stadt, sind heute vor allem Papierhersteller, Vertreter der Lebensmittelindustrie sowie Ziegeleien, Fliesenhersteller und Düngererzeuger angesiedelt.
In Bellville befindet sich die Universität des Westkaps (UWC). Das Council for Geoscience, die geowissenschaftliche Fachbehörde Südafrikas, unterhält in der Oos Street die Dienststelle für Western Cape.

## Sehenswürdigkeiten
Einige Bauwerke zeugen von den Anfängen der europäischen Siedler an diesem Ort:
- Polizeistation, Voortrekker Road
- Römisch-katholische Kirche (1928), Welterwreden Street
- Restaurant De Tijger Kombuis, Old Oak Road
- Sea View, Universitätscampus, Mike Pienaar Boulevard
- 11 First Avenue, im Ortsteil Boston
- The Vines, Strand Road
- Häuser 12 und 14 der Hof Street
- Häuserreihe, Teddington Street

## Persönlichkeiten
- Marianne Kriel (* 1971), Schwimmerin
- Rocco van Rooyen (* 1992), Speerwerfer
- Pierre van der Westhuyzen (* 2003), australischer Kanute